# Філіппа Перрі
Філіпа Ферклоу (англ. Fairclough), у шлюбі Перрі (англ. Philippa Perry; нар. 1 листопада 1957) - британська психотерапевтка, письменниця-романістка, авторка коміксів та журналістка. Авторка графічного роману "Диван-фантастика"; графічна казка про психотерапію (2010),  та «Як залишатись розумним» (2012)  та «Важливо, щоб ваші батьки прочитали цю книжку (а ваші діти радітимуть, якщо і ви це зробите)» (2019).

## Життєпис
Народилася в Воррінгтоні, Чешир. Сім'я її матері мала бавовняну фабрику, а батько успадкував машинобудівну компанію та ферму. Вона здобула освіту в школі для дівчат Ебботса Бромлі та у швейцарському жіночому пансіоні.
Працювала секретаркою судових процесів, слідчою агенткою та працівницею McDonald's. Вступила до Політехнічного університету Міддлсекс, де здобула ступінь з образотворчого мистецтва.
Одружена з художником Грейсоном Перрі. У 1992 народила дочку Флоренс. Живуть у Лондоні.

## Робота
У 1985 році вона пройшла підготовку та пішла волонтеркою до благодійної організації "Самаряни", після чого пройшла підготовку як психотерапевтка. Перрі працювала у галузі психічного здоров’я 20 років,10 - на приватній практиці. У 2010 році вона вступила на факультет Школи життя.
Протягом двох років вела регулярну рубрику про психотерапію в Психологічному журналі; у вересні 2013 року стала редакторкою колонки порад Red Magazine. Вона також працює журналісткою-фрилансеркою, що спеціалізується на психології, і була запрошеною ведучою шоу "Культура" на BBC Two.
Перрі створила документальні фільми, серед яких: «Сексуальна брехня та закоханість: історія редакторки колонки порад» (BBC Four), «Бути біполярним» (канал 4), «Правда про дітей, які брешуть» (BBC Radio 4 ) та «Велике британське опитування сексу» (Канал 4).
У 2010 р. академічним видавцем Палгрейв Макміллан опубліковано книгу Перрі «Диван-фантастика: графічна казка про психотерапію». Це графічний роман, який розповідає історію психотерапевтки та її клієнтів з обох точок зору. Перрі коментує комікси й надає виноски на те, що може відбуватися між ними та на які теорії має спиратися психотерапевт.

## Політика
У квітні 2016 року Перрі заявила про свою підтримку британській Партії рівності жінок.

## Публікації

### Книги
- Couch Fiction: Графічна казка про психотерапію. Палгрейв Макміллан, 2010 рік. З післямовою Ендрю Самуельса.
- Як залишатись розумним. Серія «Самодопомога в школі життя». Пан Макміллан, 2012 рік. За редакцією Алена де Боттона.[5] [19]
- Книга, яку ви хотіли б, щоб ваші батьки прочитали (і ваші діти будуть раді, що ви це зробили). Лондон: Пінгвін, 2019.[20]

### Видання українською
- Філіппа Перрі Важливо, щоб ваші батьки прочитали цю книжку (а ваші діти радітимуть, якщо і ви це зробите) / Філіппа Перрі; пер. з англ. Д. Петрушенко. — Харків: Віват, 2020. — 288 с.[21]

### Статті
- Perry, Philippa (2007). Working with dissociation. The British Journal of Psychotherapy Integration. Palgrave Macmillan. 4 (2): 29—42. ISSN 1759-0000. Архів оригіналу за 27 червня 2016. Preview. [Архівовано 20 лютого 2017 у Wayback Machine.]
- Perry, Philippa (2009). Relational marketing?. The British Journal of Psychotherapy Integration. Palgrave Macmillan. 6 (2): 47—51. ISSN 1759-0000. Архів оригіналу за 27 червня 2016. Preview. [Архівовано 20 лютого 2017 у Wayback Machine.]
- Perry, Philippa (18 січня 2011). How to be happy: a psychotherapst's view. The Guardian. Архів оригіналу за 25 квітня 2021. Процитовано 25 квітня 2021.
- Perry, Philippa (2 травня 2010). Ideas for modern living: chemistry. The Guardian. Архів оригіналу за 25 квітня 2021. Процитовано 25 квітня 2021.
- Perry, Philippa (23 лютого 2012). Gender and the tyranny of the normal. The Guardian. Архів оригіналу за 25 квітня 2021. Процитовано 25 квітня 2021.
- Perry, Philippa (3 квітня 2012). Why children kill their parents. The Guardian. Архів оригіналу за 25 квітня 2021. Процитовано 25 квітня 2021.